# Etiënne Esajas
Etiënne Esajas (Amsterdam, 4 november 1984) is een voormalig Nederlandse voetballer die als aanvaller speelde.

## Carrière
Esajas genoot zijn opleiding bij de jeugd van SV Bijlmer en Ajax, maar wist daar nooit door te breken. De aanvaller begon zijn profcarrière in 2005 bij Vitesse. Tijdens zijn debuut in de Eredivisie op 13 augustus in de wedstrijd tegen SC Heerenveen maakte hij in de 31e minuut het eerste doelpunt van zowel de wedstrijd, als van het seizoen van Vitesse. In totaal zou Esajas dat seizoen elf wedstrijden spelen. Het seizoen daarop, 2006/2007, speelde Esajas meer wedstrijden en wist hij twee keer te scoren. Desondanks slaagde Esajas er niet in een vaste waarde te worden onder Aad de Mos. Vlak voor het sluiten van de transferdeadline, op 29 augustus 2007, maakte Esajas de overstap naar Sheffield Wednesday, uitkomend in het Engelse Championship. Volgens coach Brian Laws zou Esajas bij die club kunnen gaan ontpoppen tot een ware publiekslieveling: 'Etiënne Esajas is snel, passt de bal goed, heeft een prima voorzet en hij heeft me enorm overtuigd tijdens de training. Ik denk dat hij een geweldige aanwinst is voor Sheffield Wednesday en een publiekslieveling zal worden.'. Esajas maakte zijn debuut in de wedstrijd tegen Bristol City, hij mocht als invaller in de 55e minuut het veld op komen. Bijna had Esajas gescoord bij zijn debuut, maar een goede vrije trap werd prachtig gestopt door de doelman van Bristol City. In 2010 liep zijn contract af. In 60 competitiewedstrijden maakte hij vijf doelpunten. Hij was op proef bij Glasgow Rangers FC maar kreeg geen contract aangeboden. Op 13 oktober tekende hij echter een contract bij Helmond Sport. In 2011 ging hij naar Swindon Town waar zijn contract op 25 mei 2012 door beide partijen ontbonden werd. Na een clubloos jaar tekent hij in de zomer van 2013 bij Scunthorpe United.. In 2015 ging hij nog spelen als amateur in de Verenigde Staten bij de Dayton Dutch Lions waarna hij een punt achter zijn carrière zette.

## Statistieken
| seizoen     | club                | land      | competitie     | wedstrijden | doelpunten |
| ----------- | ------------------- | --------- | -------------- | ----------- | ---------- |
| 2005/06     | Vitesse             | Nederland | Eredivisie     | 11          | 1          |
| 2006/07     | Vitesse             | Nederland | Eredivisie     | 21          | 2          |
| 2007/08     | Sheffield Wednesday | Engeland  | Championship   | 18          | 0          |
| 2008/09     | Sheffield Wednesday | Engeland  | Championship   | 22          | 3          |
| 2009/10     | Sheffield Wednesday | Engeland  | Championship   | 20          | 2          |
| 2010/11     | Helmond Sport       | Nederland | Eerste Divisie | 23          | 3          |
| 2011/12     | Swindon Town        | Engeland  | League Two     | 6           | 0          |
| 2013/14     | Scunthorpe United   | Engeland  | League Two     | 15          | 2          |
| Bijgewerkt: | 4 mei 2016          |           | Totaal         | 136         | 13         |